# Michel Crippa
Michel Crippa (* 1. September 1936 in Genf; † 2. Oktober 1999 in Ecublens) war ein Schweizer Manager. Er war heimatberechtigt in Genf.

## Berufliche Laufbahn
Crippa besuchte die Handelsschule in Zug, die er mit der Handelsmatura abschloss, und absolvierte Weiterbildungen in den Bereichen Management und Marketing. In den späten Fünfzigerjahren trat er in den Erdölkonzern Exxon ein; ab 1963 arbeitete er beim schweizerischen Tochterunternehmen Esso Schweiz, wo er ab 1969 der Direktion angehörte. 1980 wechselte er zu den Schweizerischen Bundesbahnen. Dort amtierte er bis 1984 als Marketingdirektor und wurde anschliessend zu einem der Generaldirektoren befördert. In den Jahren 1988 und 1989 bekleidete er den Posten des Direktionspräsidenten des Reisekonzerns Kuoni. Von 1990 bis 1993 betätigte er sich als selbständiger Unternehmensberater und Vizepräsident und Generaldirektor der Comco Holding AG in Nidau. 1994 wurde er vom Schweizerischen Nutzfahrzeugverband ASTAG als Direktor angestellt. Ende August 1999 legte er sein Amt infolge ruinöser privaten Immobilienspekulationen nieder. Rund einen Monat später verstarb Crippa an den Folgen eines
Sturzes von einer Treppe.

## Kritik
Michel Crippa geriet 1998 in Kritik, als er in der Funktion als ASTAG-Direktor der EU einen Brief schrieb mit der Absicht, damit die EU in den laufenden Verhandlungen um die Schwerverkehrsabgabe hart bleiben sollte. Dabei ging es der Schweiz vor allem um einen hohen Preis, den jeder LKW über 3,5 Tonnen pro Streckeneinheit auf der Strasse bezahlen musste, um die Verlagerung des Güterverkehrs auf die Schiene als Alternative dazu preislich attraktiv zu gestalten. Die Verlagerung des Güterverkehrs auf die Schiene war vom Schweizer Volk durch die angenommene Alpen-Initiative verbindlich gefordert worden. Der damalige Verkehrsminister Bundesrat Moritz Leuenberger beklagte sich öffentlich, dass seine Position durch den Brief von Michel Crippa geschwächt wurde. Dies führte zu öffentlichen Debatten über die Schweizer Verhandlungsposition und ob der Brief nicht ein Betrug am Volkswillen sei.

## Militär
In der Schweizer Armee trug Michel Crippa den Grad eines Brigadiers und leitete dort von 1989 bis 1995 den Truppeninformationsdienst der Schweizerischen Armee. Von 1997 bis 1999 war er der Zentralpräsident der Schweizerischen Offiziersgesellschaft.